# Lug Poznanovečki
Lug Poznanovečki est un village de la municipalité de Bedekovčina (comitat de Krapina-Zagorje) en Croatie. Au recensement de 2021, le village comptait 594 habitants.